# Kona Reeves
Noah Pang-Potjes (Hawaii, 5 giugno 1992) è un wrestler statunitense noto per i suoi trascorsi in WWE dal 2014 al 2021.

## Carriera
Noah ha studiato presso la Dr. Phillips High School, diplomandosi nel 2009.

### Circuito indipendente (2013–2014)
Il suo allenatore è stato il WWE Hall of Famer Afa Anoa'i. Pang-Potjes ha lottato nella World Xtreme Wrestling con il ringname Noah Kekoa vincendo una volta l'WXW Heavyweight Championship.

### WWE (2014–2021)

#### NXT(2014–2021)
Nel maggio del 2014 è stato annunciato che Pang-Potjes ha segnato un contratto con la WWE, venendo mandato nel territorio di sviluppo di NXT. Dopo aver fatto alcune apparizioni nei live event, Reeves ha fatto la sua prima apparizione nel novembre del 2015 come rimpiazzo di Marcus Louis nel team con Alexander Wolfe per il torneo Dusty Rhodes Tag Team Classic, ma i due sono stati sconfitti al primo turno dagli Hype Bros (Mojo Rawley e Zack Ryder). Sempre lavorando con il suo vero nome, Pojtes è apparso anche nella puntata di NXT del 4 maggio 2016 come Noah Kekoa ed è stato sconfitto da No Way Jose. Nelle sue successive apparizioni televisive, Potjes è stato sconfitto anche da Andrade "Cien" Almas e Tye Dillinger. Nel novembre del 2016 Potjes ha cambiato ringname in Kona Reeves e, nel 2017, ha continuato ad apparire in televisione venendo sconfitto da Aleister Black e Hideo Itami. Dal 18 aprile 2018 sono state mandate in onda delle vignette circa il ritorno di Kona Reeves. Nella puntata di NXT del 2 maggio Reeves ha fatto il suo ritorno sconfiggendo il jobber Patrick Scott. Nella puntata di NXT del 16 maggio Reeves ha sconfitto Raul Mendoza. Nella puntata di NXT del 27 giugno Reeves ha sconfitto facilmente il jobber Max Humberto. Nella puntata di NXT del 27 marzo 2019 Reeves è stato sconfitto da Matt Riddle. Nella puntata di NXT del 15 maggio Reeves è stato sconfitto da Kushida. Nella puntata di NXT del 12 giugno Reeves è stato sconfitto da Keith Lee. Nella puntata di NXT del 4 settembre Reeves è stato sconfitto dall'NXT North American Champion Velveteen Dream in un match non titolato. Nella puntata di NXT del 19 febbraio 2020 Reeves è stato sconfitto dall'NXT North American Champion Keith Lee in pochissimi secondi in un match non titolato.
Il 6 agosto Reeves venne rilasciato dalla WWE.

## Personaggio

### Mosse finali
- Hawaiian Drop (Modified samoan drop)

### Manager
- Ming

### Soprannomi
- "The Finest"

### Musiche d'ingresso
- Finest dei CFO$ (WWE; 2018–2021)

## Titoli e riconoscimenti
- Pro Wrestling Illustrated
  - 384° tra i 500 migliori wrestler singoli secondo PWI 500 (2018)
- World Xtreme Wrestling
  - WXW Heavyweight Championship (1)